# Friedeburgerhütte
Friedeburgerhütte là một đô thị thuộc huyện Mansfeld-Südharz, Sachsen-Anhalt, Đức. Đô thị Friedeburgerhütte có diện tích 2,6 km², dân số thời điểm ngày 31 tháng 12 năm 2006 là 256 người.